# Pirañaconda
Pirañaconda es una película de serie B de ciencia ficción estadounidense, estrenada el 16 de junio de 2012 en Syfy Channel. Está dirigida por Jim Wynorski, producida por Roger Corman y protagonizada por Michael Madsen, Rib Hillis, Rachel Hunter y Terri Ivens.

## Argumento
En una isla hawaiana, el profesor Lovegrove y un grupo de científicos están investigando huevos que pertenecen a dos híbridos pirañas/anacondas. Sin embargo, una de las serpientes mata a todos los científicos excepto a Lovegrove, que escapa a la jungla. Mientras tanto, un equipo de filmación está realizando una película de terror en la isla. Varios miembros del equipo se alejan y son asesinados por las serpientes antes de que el director Milo, la actriz principal Kimmy Weston, la guionista Rose, su novio doble Jack y el experto en pirotecnia Gunner sean capturados por un grupo de criminales liderados por Pike y su novia Talia, y retenidos para pedir rescate en un molino abandonado, junto con Lovegrove, a quien los criminales habían descubierto vagando por la jungla. Jack y Gunner logran escapar y sistemáticamente eliminan a algunos de los criminales antes de colocar los explosivos de Gunner alrededor del molino como una distracción para rescatar a los rehenes. Durante la fuga, Milo roba un arma y se queda atrás como distracción para que los demás puedan escapar.
El grupo llega a un automóvil, y la serpiente verde más pequeña pronto llega y mata a Talia. Gunner detona los explosivos, solo para ser asesinado por una bala perdida momentos después. Jack, Rose, Lovegrove y Kimmy se van, y son perseguidos por Pike, quien dispara una bazuca al auto, aunque Jack se sale de la carretera, lo que hace que el cohete golpee a una de las serpientes y le salte la mandíbula inferior. Llega la serpiente amarilla más grande, atraída por la sangre, y mata a la más pequeña en un frenesí. El grupo pronto se queda sin gasolina y decide llegar a un puerto deportivo cercano. Mientras tanto, Milo escapa del molino y se encuentra con una chica cuya prometida fue asesinada previamente por la serpiente. Se topan con su nido, donde la niña comienza a destruir los huevos, enfureciendo a la serpiente cuando regresa y se los come. En el puerto deportivo, el grupo encuentra un bote que funciona, pero Jack planea matar a la serpiente restante atrayéndola al auto lleno de explosivos. Sin embargo, los criminales pronto llegan, aunque también lo hace otra serpiente verde, matando a todos los criminales. Kimmy corre dentro del coche para conseguir el detonador de los explosivos, pero la serpiente la mata antes de que pueda activarlo. Un Jack herido hace que Rose y Lovegrove escapen en el bote mientras él se queda atrás para distraer a la serpiente. En el barco, Rose descubre que Lovegrove está en posesión de un huevo que pertenece a la serpiente, por lo que los persigue. Mientras la serpiente los persigue bajo el agua, Rose empuja a Lovegrove fuera del bote y es devorado. Ella llega a tierra y se reúne con Jack, quien coloca un explosivo en el contenedor de huevos antes de que atraigan a la serpiente amarilla hacia una cascada, arrojando el contenedor en su boca antes de que el explosivo detone y lo mate. Jack y Rose saltan a una cascada para evitar la explosión y comparten un beso en el agua, hasta que la serpiente verde los mata de repente.

## Reparto
- Michael Madsen como el profesor Lovegrove
- Rib Hillis como Jack
- Michael Swan como Pike
- Rachel Hunter como Talia
- Terri Ivens como Rose
- Shandi Finnessey como Kimmy Weston
- Chris De Christopher como Milo
- Kurt Yaeger como Gunner
- Christina DeRosa como Rachel
- Syd Wilder como Vicky

## Producción
La película fue escrita por Mike MacLean, quien había escrito Dinocroc vs. Supergator y varios guiones para Roger Corman. Corman lo contrató para escribir la película.
MacLean dijo: "Aprendí de Roger que una película por cable es un animal diferente a un estreno en cines. En primer lugar, las películas por cable deben tener un ritmo más rápido. Con un estreno en cines, el público ha conducido hasta el centro comercial, ha comprado una entrada y pelearon contra la multitud por un asiento. Hicieron una inversión en la experiencia de visualización, por lo que no abandonan la película si el ritmo es un poco pausado. Una audiencia de películas por cable tiene el control remoto a su alcance... tienes que mantener las cosas en movimiento, lo que significa mostrar a la criatura pronto y con frecuencia".
MacLean agregó que "estas películas deben tener un elemento de ironía cómica... los efectos aún no pueden competir con los grandes éxitos de taquilla de los estudios. Por lo tanto, tienen que ser un trasfondo cómico de la historia. Es más probable que el público acepte una efecto menos que realista si saben que se están riendo con los cineastas".
Pirañaconda se filmó en Kauai, Hawái, y se financió con un estimado de $1 millón.

## Recepción
La película recibió críticas generalmente negativas.